# Angel Heart
Angel Heart (prt: Angel Heart - Nas Portas do Inferno ou Nas Portas do Inferno ou As Portas do Inferno; bra: Coração Satânico) é um filme de terror psicológico sobrenatural neo-noir de 1987, uma adaptação do romance Falling Angel de William Hjortsberg de 1978. O filme foi escrito e dirigido por Alan Parker e estrelado por Mickey Rourke, Robert De Niro, Lisa Bonet, e Charlotte Rampling. É um filme de coprodução internacional entre o Reino Unido, os Estados Unidos e o Canadá. Harry Angel (Rourke), um investigador particular de Nova Iorque, é contratado para resolver o misterioso desaparecimento de um cantor conhecido como Johnny Favorite. Sua investigação o leva a Nova Orleans, onde ele se envolve em uma série de assassinatos brutais.
Após a publicação do romance, Hjortsberg começou a desenvolver o roteiro para uma adaptação cinematográfica, mas descobriu que nenhum grande estúdio estava disposto a produzir seu roteiro. O projeto ressurgiu em 1985, quando o produtor Elliott Kastner chamou a atenção de Parker para o livro. Parker começou a trabalhar em um novo roteiro e, ao fazê-lo, fez várias mudanças no romance de Hjortsberg. Ele também se encontrou com Mario Kassar e Andrew G. Vajna, que concordaram em financiar a produção de US$ 18 milhões por meio de seu estúdio de cinema independente Carolco Pictures. As filmagens ocorreram em locações na cidade de Nova Iorque e Nova Orleans, com a fotografia principal durando de março de 1986 a junho daquele ano.
Semanas antes de seu lançamento nos cinemas, Angel Heart enfrentou problemas de classificação da Motion Picture Association of America por uma cena de conteúdo sexual. Parker foi forçado a remover dez segundos de filmagem para evitar uma classificação X e garantir a classificação R que a distribuidora do filme, Tri-Star Pictures, queria. Uma versão sem classificação com a filmagem removida foi posteriormente lançada em vídeo doméstico.
Angel Heart recebeu uma reação mista dos críticos, que elogiaram as atuações de Rourke e Bonet, bem como o design de produção, a trilha sonora, e a cinematografia, mas criticaram o roteiro de Parker. O filme teve um desempenho abaixo do esperado nas bilheterias norte-americanas, arrecadando US$ 17,2 milhões durante sua exibição nos cinemas, mas desde então tem sido considerado pouco apreciado e influente.

## Enredo
Em 1955, o investigador particular de Nova Iorque Harry Angel é contatado por um homem chamado Louis Cyphre para rastrear John Liebling, um cantor conhecido profissionalmente como Johnny Favorite que sofreu trauma neurológico, resultante de ferimentos recebidos na Segunda Guerra Mundial. A incapacidade de Favorite interrompeu um contrato com Cyphre sobre garantias não especificadas. Cyphre acredita que um hospital particular onde Favorite estava recebendo tratamento psiquiátrico radical para neurose de guerra falsificou registros.
No hospital, Harry descobre que os registros que mostram a transferência de Favorite foram de fato falsificados pelo médico Albert Fowler. Depois que Harry invade sua casa, Fowler admite que anos antes ele foi subornado por um homem e uma mulher para que os dois pudessem fugir com o desfigurado Favorite. Acreditando que Fowler está escondendo informações, Harry o tranca em seu quarto, forçando-o a sofrer abstinência de um vício em morfina. Horas depois, ele descobre que Fowler aparentemente se matou com um tiro no olho.
Harry tenta quebrar seu contrato com Cyphre, mas concorda em continuar a busca quando Cyphre lhe oferece mais dinheiro. Ele descobre que Favorite tinha uma noiva rica chamada Margaret Krusemark, mas também começou um caso secreto com uma mulher chamada Evangeline Proudfoot. Harry viaja para Nova Orleans e se encontra com Margaret, que diz que Favorite está morta, ou pelo menos morta para ela. Evangeline morreu anos antes, mas deixa sua filha de 17 anos, Epiphany, que foi concebida durante o caso de sua mãe com Favorite. Epiphany tem um filho pequeno de pele clara, de cerca de três anos, e afirma não se lembrar de quem é o pai do menino.
Quando Epiphany está relutante em falar, Harry rastreia Toots Sweet, um guitarrista e ex-colega de banda de Favorite. Depois que Harry usa a força para tentar extrair detalhes do último paradeiro conhecido de Favorite, Toots o remete de volta a Margaret. Na manhã seguinte, detetives da polícia informam Harry que Toots foi assassinado por asfixia; seu pênis foi cortado e enfiado em sua garganta. Harry retorna à casa de Margaret e a encontra assassinada, seu coração removido com uma faca cerimonial. Mais tarde, ele é atacado por executores de Ethan Krusemark — um poderoso patriarca da Louisiana e pai de Margaret — que lhe dizem para deixar a cidade.
Em seu hotel, Harry encontra Epiphany. Ele a convida para seu quarto, onde eles fazem sexo, durante o qual Harry tem visões de sangue pingando do teto e espirrando pelo quarto. Mais tarde, ele logo confronta Krusemark em uma cabana de gumbo, onde este último revela que ele e Margaret foram os que tiraram Favorite do hospital. Favorite era na verdade um poderoso ocultista que vendeu sua alma a Satanás em troca do estrelato. Ele conseguiu seu estrelato, mas depois tentou renegar o acordo. Para fazer isso, ele sequestrou um jovem soldado da Times Square, que tinha exatamente a mesma idade dele e se parecia muito com ele, e realizou um ritual satânico no garoto, assassinando-o e comendo seu coração ainda batendo para roubar sua alma. Favorite planejou assumir a identidade do soldado assassinado, mas foi convocado e depois ferido no exterior. Sofrendo de trauma facial grave e amnésia, ele foi enviado ao hospital para tratamento.
Depois que Krusemark e sua filha o tiraram do hospital, eles o deixaram na Times Square na véspera de Ano Novo de 1943 (a data nos registros hospitalares falsificados). Ao ouvir a história de Krusemark, Harry corre para o banheiro, vomita e pergunta continuamente a identidade do soldado. Krusemark diz que as chapas de identificação dos soldados estavam seladas em um vaso. Ele retorna para encontrar Krusemark afogado em um caldeirão de gumbo fervente.
Na casa de Margaret, Harry encontra um vaso contendo a chapa de identificação do soldado — carimbada com o nome "Angel, Harold". Harry percebe que ele e Johnny Favorite são na verdade a mesma pessoa. Louis Cyphre, cujo nome é um homófono para Lúcifer, aparece de repente. Sua verdadeira natureza revelada, Cyphre proclama que agora pode reivindicar o que é seu: a alma de Favorite. Harry insiste que sabe quem ele é e nunca matou ninguém, mas quando ele olha para seu reflexo em um espelho, suas memórias reprimidas mostrando-o matando Dr. Fowler, Toots, os Krusemarks, e Epiphany voltam à tona.
Um Harry frenético retorna ao seu quarto de hotel, onde a polícia encontrou Epiphany assassinada a tiros, com o cano da arma de Harry ainda dentro de sua vagina. As chapas de identificação de Harry estão em seu corpo. Um policial sai do banheiro e entra no quarto carregando o filho pequeno de Epiphany, que Harry percebe ser seu neto. Harry vê os olhos da criança brilharem, assim como os de Cyphre brilharam em seu último encontro, o que implica que Satanás é a entidade misteriosa que engravidou Epiphany. Um detetive da polícia diz a Harry que ele será queimado pelos assassinatos, e Harry responde: "Eu sei. No Inferno." Harry mais tarde fica dentro de um elevador que está descendo interminavelmente, presumivelmente para o Inferno. Cyphre sussurra, "Harry" e "Johnny", afirmando domínio sobre suas almas.

## Elenco
- Mickey Rourke como Harry Angel
- Robert De Niro como Louis Cyphre
- Lisa Bonet como Epiphany Proudfoot
- Charlotte Rampling como Margaret Krusemark
- Stocker Fontelieu como Ethan Krusemark
- Brownie McGhee como Toots Sweet
- Michael Higgins como Dr. Albert Fowler
- Elizabeth Whitcraft como Connie
- Charles Gordone como Spider Simpson
- Dann Florek como Herman Winesap
- Kathleen Wilhoite como Nurse
- Pruitt Taylor Vince como Detective Deimos

## Produção

### Desenvolvimento
"A atração original era a fusão de dois gêneros—o filme policial e o sobrenatural."

—Alan Parker, roteirista e diretor.
Após a publicação de seu romance Falling Angel, de 1978, William Hjortsberg começou a trabalhar em uma adaptação para o cinema. Seu amigo, o designer de produção Richard Sylbert, levou o manuscrito do livro ao produtor Robert Evans. Os direitos cinematográficos do romance foram adquiridos pela Paramount Pictures, com Evans escalado para produzir o filme, John Frankenheimer contratado para dirigir e Hjortsberg atuando como roteirista. Frankenheimer foi mais tarde substituído por Dick Richards, e Dustin Hoffman estava sendo considerado para o papel principal. Depois que a aquisição da Paramount expirou, Hjortsberg discutiu o projeto com Robert Redford e escreveu dois rascunhos. Hjortsberg, no entanto, sentiu que nenhum estúdio de cinema estava disposto a produzir seu roteiro. Ele refletiu: "Mesmo com [Redford] por trás do roteiro, os executivos do estúdio não estavam interessados. 'Por que não pode ter um final feliz?' todos os figurões exigiam."
Em 1985, o produtor Elliott Kastner se encontrou com Alan Parker no Pinewood Studios para discutir uma adaptação cinematográfica do romance. Parker, que havia lido o livro após sua publicação, concordou em escrever o roteiro. Ele se encontrou com Hjortsberg em Londres antes de se mudar para Nova Iorque, onde escreveu a maior parte do roteiro. Após completar o primeiro rascunho em setembro de 1985, Parker viajou para Roma, Itália, onde levou o roteiro para Mario Kassar e Andrew G. Vajna. Os dois produtores concordaram em financiar o filme por meio de seu estúdio de cinema independente, Carolco Pictures, e Parker recebeu o controle criativo. O trabalho de pré-produção de Angel Heart começou em janeiro de 1986 em Nova Iorque, onde Parker selecionou a equipe criativa, reunindo-se com vários de seus colaboradores anteriores, incluindo o produtor Alan Marshall, o diretor de fotografia Michael Seresin, o operador de câmera Michael Roberts, o designer de produção Brian Morris e o editor Gerry Hambling.

### Roteiro
Parker fez várias mudanças no romance. Ele intitulou seu roteiro de Angel Heart, pois queria distanciar sua adaptação cinematográfica do material de origem. Enquanto Falling Angel se passa inteiramente na cidade de Nova Iorque, Parker fez a segunda metade de seu roteiro acontecer em Nova Orleans, com base nas alusões perpétuas do romance ao vodu e ao ocultismo. Ele discutiu a mudança no cenário da história com Hjortsberg, que aprovou a decisão; o autor revelou a Parker que também havia pensado em ambientar seu romance em Nova Orleans.
Angel Heart se passa no ano de 1955, enquanto no livro os eventos acontecem em 1959. Ele explicou: "O livro se passa em 1959 e eu o mudei para 1955 por um motivo pequeno, mas egoísta. 1959 estava a caminho da década de 1960, com suas mudanças de atitudes e ambientes. Para mim, 1955 ainda pertencia à década de 1940—e, por causa do botão de pausa histórico da Segunda Guerra Mundial, possivelmente à década de 1930—então, simplesmente, situá-lo neste ano me permitiu dar uma aparência mais antiga ao filme."
Outras mudanças de roteiro do romance envolveram caracterização e diálogo. Parker procurou fazer de Harry Angel um personagem que evocasse simpatia. Ele disse: "Na tradição do detetive decadente, sua superfície fleumática disfarçava uma inteligência capaz de desvendar uma história complicada e maior que a vida com um grau de crença e concisão. Ele também tinha que ser atraente para o público enquanto o esclarecia, pouco a pouco, ao longo do caminho."
Parker também estabeleceu que Angel nasceu em 14 de fevereiro—Dia dos Namorados—a mesma data de seu próprio aniversário. Ele explicou que foi "sem nenhuma razão específica além do Dia dos Namorados poder ser fácil de lembrar em uma escrita labiríntica e a referência ao coração parecia ter alguma ressonância". Parker também queria criar uma representação realista de Louis Cyphre, em oposição à personalidade "maior que a vida" do personagem no romance. Outra mudança de roteiro envolveu o final e a identidade do assassino. Enquanto Angel é incriminado pelos assassinatos (presumivelmente por Cyphre) no romance, Parker estabeleceu o personagem como o assassino para o final do filme.

### Elenco

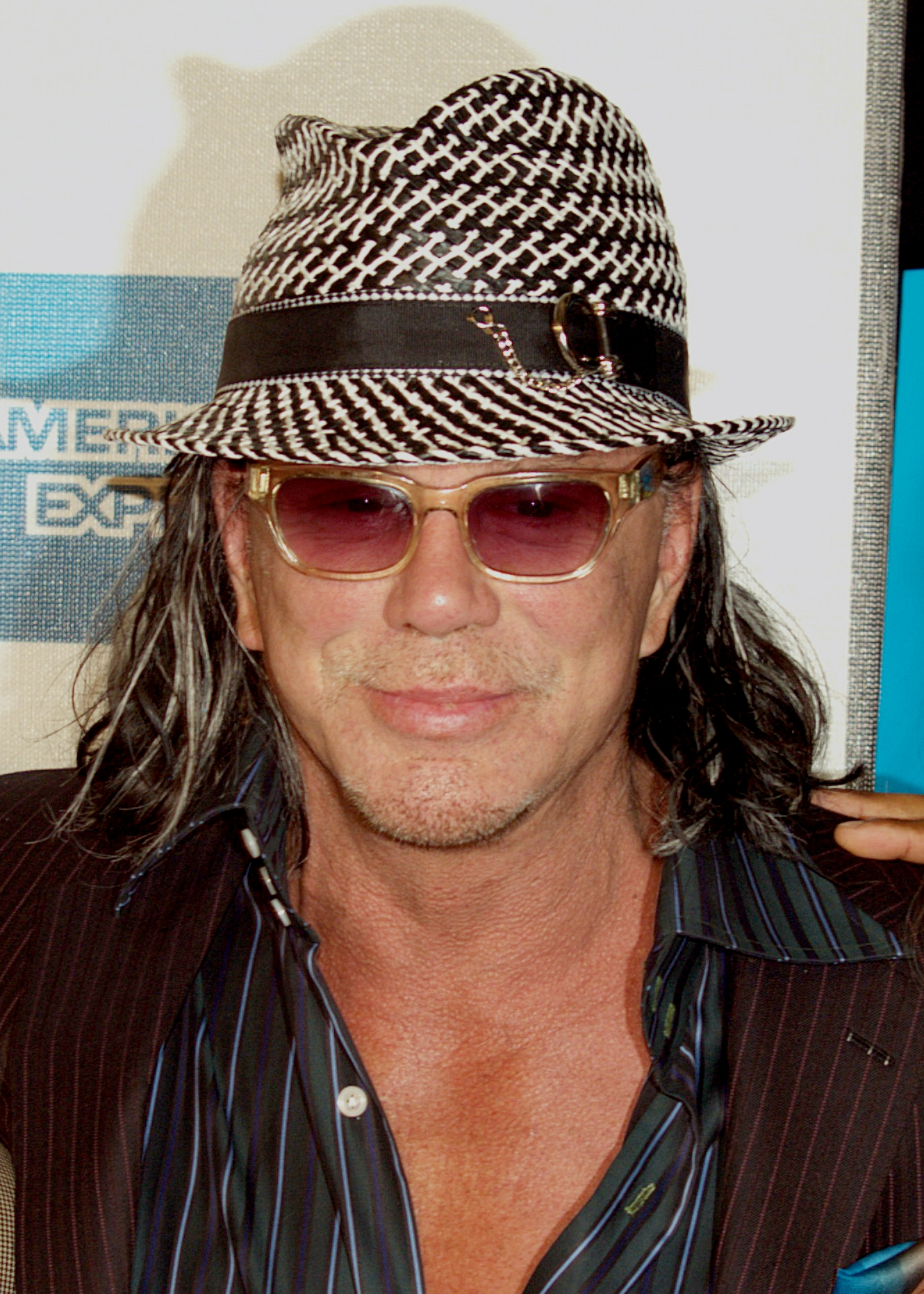
Mickey Rourke, que estrelou no filme

Parker queria originalmente que Robert De Niro interpretasse o papel de Harry Angel, mas o ator expressou interesse em fazer uma aparição especial como o misterioso benfeitor Louis Cyphre. De Niro, no entanto, não se comprometeu totalmente com o papel até depois de discussões frequentes com Parker. O diretor refletiu: "Eu estava cortejando [De Niro] para interpretar [Cyphre] em Angel Heart por alguns meses e nos encontramos algumas vezes—e ele continuou a me bombardear com perguntas examinando cada ponto e vírgula do meu roteiro. Eu o guiei pelos locais que havíamos encontrado, li o roteiro sentado no chão de uma igreja úmida e abandonada no Harlem e finalmente ele disse ‘sim’."
Jack Nicholson e Mickey Rourke também foram considerados para o papel de Angel. Parker se encontrou com Nicholson em Los Angeles para discutir o projeto. Nicholson finalmente recusou o papel. Parker disse: "Fiz minha apresentação e ele foi muito gentil, embora, para ser honesto, ele estivesse bastante distraído no momento... meu filme e a possibilidade de ele participar pareciam escapar de sua área imediata de concentração e interesse." Parker então se encontrou com Rourke, que demonstrou grande interesse em interpretar Angel e garantiu o papel principal após uma reunião com Parker em Nova Iorque.
Várias atrizes fizeram o teste para o papel de Epiphany Proudfoot antes de Lisa Bonet garantir o papel. Bonet era então conhecida por seu papel na sitcom familiar The Cosby Show, e sua escalação para Angel Heart gerou uma controvérsia significativa. Antes de garantir o papel, Bonet discutiu com Bill Cosby, que a encorajou a decidir aparecer no filme.
Parker escalou Bonet com base na força de sua audição e não sabia de seu papel no The Cosby Show. "Eu não contratei [Bonet] por causa do The Cosby Show", ele disse. "Eu nunca nem vi o show. Eu a contratei porque ela era a certa para o papel." Sobre a preparação para o papel, Bonet disse: "Fiz muita meditação e muita auto-investigação. Fiz algumas pesquisas sobre vodu. Meu esforço sincero foi realmente deixar de lado todas as minhas inibições. Era realmente necessário para mim ser capaz de deixar Lisa e deixar Epiphany assumir."
Parker teve dificuldade em encontrar uma atriz para o papel de Margaret Krusemark. "Embora seja um papel pequeno no filme, a personagem é onipresente no diálogo e [a atriz] tinha que ter o equilíbrio certo entre classe e excentricidade", disse ele. "Li muitas atrizes para o papel, mas sem muito sucesso." Rourke então sugeriu a atriz inglesa Charlotte Rampling, que garantiu o papel depois que Parker a contatou para discutir o papel.
Em janeiro de 1986, Parker realizou uma chamada de elenco aberto em uma boate de Nova Iorque conhecida como The Kamikaze, com mais de 1.400 pessoas fazendo testes para vários papéis. "Consegui ler uma cena curta com 600 deles enquanto eles eram filtrados para mim", disse ele. A atriz Elizabeth Whitcraft, que teve um pequeno papel no filme anterior de Parker, Birdy, foi escalada como Connie, uma jornalista que auxilia Angel em sua investigação.
Parker realizou outra chamada de elenco em Nova Orleans, onde solicitou que músicos locais fizessem testes para possíveis papéis no filme. Clarence "Gatemouth" Brown e Deacon John Moore estavam entre os muitos músicos que fizeram testes para papéis. Moore foi escalado como o companheiro de banda de Toots Sweet. Parker então retornou a Nova Iorque, onde fez testes com outros músicos, incluindo Bo Diddley e Dizzy Gillespie. O guitarrista de blues Brownie McGhee, que interpreta Toots Sweet, foi escalado durante a fotografia principal do filme.

### Filmagem

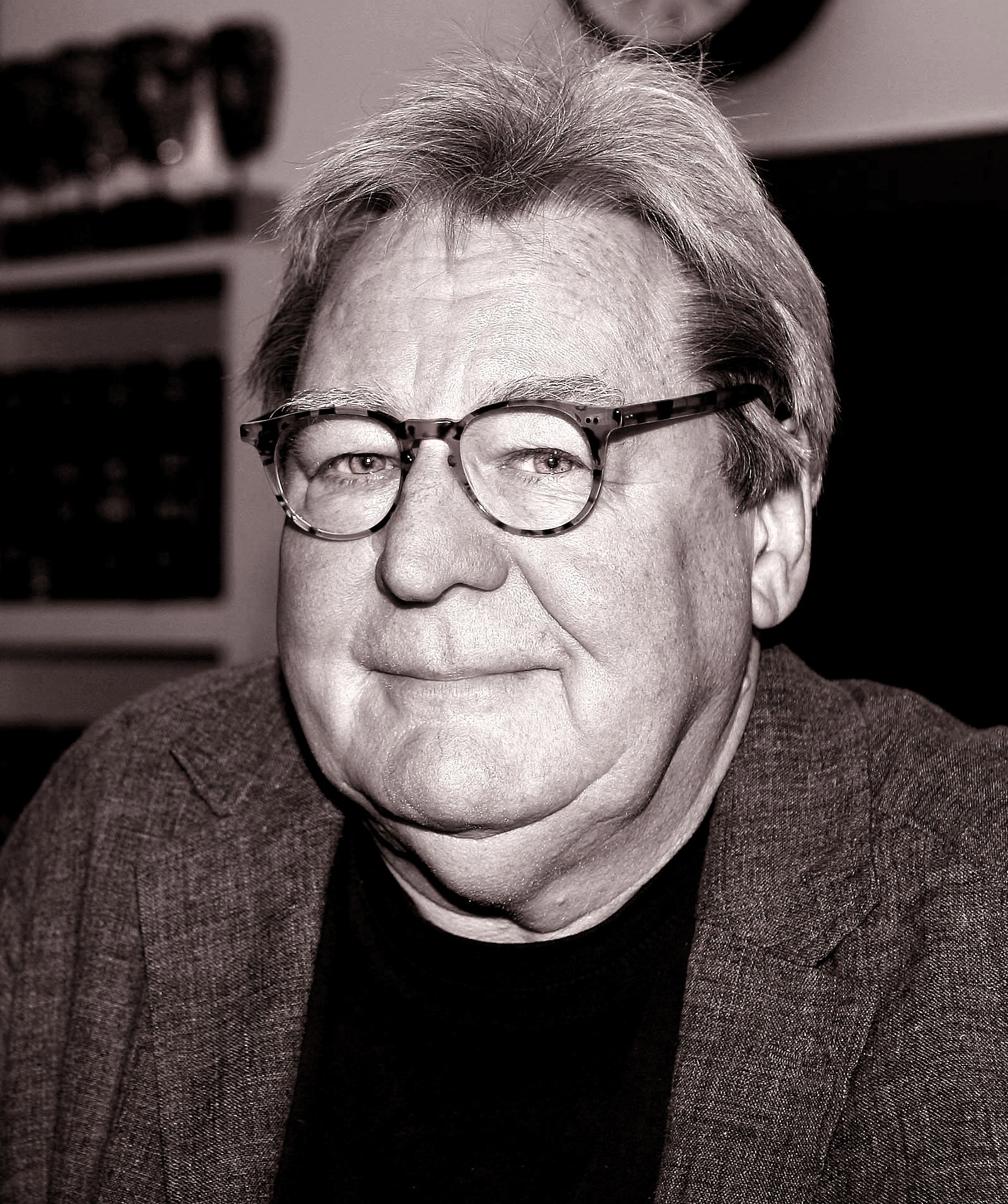
Alan Parker em 2012

Durante o processo de seleção, Parker e o produtor Alan Marshall começaram a procurar locações na cidade de Nova Iorque. O diretor olhou para o Harlem, acreditando que o bairro era "tão pouco fotografado quanto outras partes de Nova Iorque são superutilizadas". Em 20 de janeiro de 1986, ele viajou para Nova Orleans, onde continuou escrevendo o roteiro. Parker observou prédios abandonados localizados na Royal Street, que serviriam como hotel, e uma casa abandonada na Magazine Street, que serviria como lar de Margaret Krusemark (Rampling). Ele retornou à cidade de Nova Iorque, onde visitou Staten Island e Coney Island. O roteiro de Parker para Angel Heart exigia que um total de 78 locais fossem usados para as filmagens entre Nova Iorque e Nova Orleans.
A fotografia principal de Angel Heart começou em 31 de março de 1986 e foi concluída em 20 de junho de 1986, com um orçamento de US$ 18 milhões. As filmagens começaram na Eldridge Street, Manhattan, Nova Iorque, que agia como o bairro de Harry Angel. O designer de produção Brian Morris e a equipe de decoração de cenário passaram dois meses projetando o cenário antes das filmagens, esperando recriar a Nova Iorque dos anos 1950. Por causa das condições climáticas quentes, caminhões de gelo foram usados para criar neve falsa. As filmagens então foram transferidas para Alphabet City, em Manhattan, onde várias cenas de bar e a cena íntima de Angel no quarto com Connie (Whitcraft) foram filmadas.
A produção então se mudou para o Harlem para filmar uma cena de perseguição ambientada durante uma procissão antes de se mudar para Coney Island, onde o elenco e a equipe passaram por condições climáticas extremamente frias. O local foi usado para filmar uma cena em que Angel questiona um homem, Izzy (George Buck), sobre o paradeiro de Johnny Favorite enquanto a esposa de Izzy, Bo (Judith Drake), está com água até a cintura no oceano. A atriz original que foi escalada como Bo se machucou quando foi derrubada por uma onda enquanto dizia sua primeira fala. A atriz se recusou a refilmar a cena, o que a levou a ser substituída por sua dublê, Drake, que Parker considerou uma atriz melhor para o papel.
A produção retornou a Manhattan para filmar a sequência de créditos de abertura. As filmagens então foram transferidas para o Harlem, Nova Iorque, onde um hospício foi usado para filmar uma cena envolvendo o personagem Spider Simpson (Charles Gordone), e muitos dos residentes idosos do hospício atuaram como figurantes na cena. Em 17 de abril de 1986, a equipe de produção se mudou para Staten Island para filmar cenas externas e internas envolvendo o personagem Dr. Fowler (Michael Higgins). 
As filmagens então se mudaram para Hoboken, Nova Jersey, que dobrou para uma cena ambientada em uma estação de trem de Nova Orleans. De 28 a 29 de abril de 1986, a equipe de produção de Angel Heart retornou ao Harlem, onde Parker filmou a cena de Rourke e De Niro em uma missão no Harlem. Os dois atores filmaram uma cena no Lanza's, um restaurante italiano localizado no Lower East Side.
Em 3 de maio de 1986, a produção foi transferida para Nova Orleans. Na cidade de Thibodaux, Louisiana, Parker e sua equipe descobriram uma vila inteira de trabalhadores de plantação que serviria como cemitério. Ele disse: "Tivemos a sorte de encontrar uma vila inteira de trabalhadores de plantação quase intacta e, com uma preparação cuidadosa, isso se tornou o mundo de Epiphany. O cemitério era um cenário preparado, mas muito do que filmamos já estava lá."
Um campo não utilizado na Louisiana foi usado para criar uma pista de corrida onde Angel conhece o rico patriarca Ethan Krusemark (Fontelieu). Em 13 de maio, a equipe encontrou alguma dificuldade para filmar uma cena de perseguição envolvendo Angel, pois tiveram que lidar com cavalos tímidos, cães treinados, tiros, duzentas galinhas, e um cavalo especialmente treinado para cair em cima do dublê de Rourke.
A produção então foi transferida para a Magazine Street, onde o designer de produção Brian Morris e o departamento de arte tentaram recriar a Nova Orleans dos anos 1950. Parker disse sobre o cenário: "Assim como em Nova Iorque, nós vestimos e enfeitamos cada fachada de loja até onde os olhos podiam ver para sermos autênticos ao período, e drenamos tudo de todas as cores primárias para nosso visual monocromático."
As filmagens então foram para a Jackson Square, onde a equipe filmou uma das cenas finais, na qual Angel corre da casa de Margaret. A produção então filmou uma cena de cerimônia de vodu coreografada por Louis Falco. Falco, que já havia coreografado o filme Fame de Parker de 1980, baseou a cena em uma cerimônia haitiana real.
A cena de sexo envolvendo Rourke e Bonet foi filmada em um dos prédios não utilizados localizados na Royal Street e levou quatro horas para ser filmada. Parker limitou a equipe a ele mesmo, o diretor de fotografia Michael Seresin, o operador de câmera Michael Roberts e o assistente de câmera. Para deixar os atores mais confortáveis, Parker tocou música durante a filmagem.
A produção então se mudou para um canto de Nova Orleans, que dobrou para sequências de flashback ambientadas na Times Square de 1943, Nova Iorque. A equipe então descobriu um depósito de ônibus não utilizado, que foi usado para filmar cenas ambientadas na cabana de gumbo de Ethan Krusemark. As filmagens então foram transferidas para a Igreja de Santo Afonso, onde a equipe filmou uma cena de diálogo entre Angel e Cyphre. A produção retornou à Royal Street, no Bairro Francês, onde o confronto final entre Angel e Cyphre e o final do filme foram filmados.

### Edição e censura
"[A MPAA] não pode proibir um filme, mas isso é, de certa forma, chantagem. Acho que sou um cineasta responsável. Eu tinha total liberdade criativa, então se há algo ofensivo em Angel Heart, sou responsável por isso."

—Parker sobre a decisão da MPAA em dar a Angel Heart uma classificação X.
Após a conclusão das filmagens em junho de 1986, Parker passou quatro meses editando o filme na Europa, com 400.000 pés de filme e 1.100 tomadas diferentes. A Motion Picture Association of America (MPAA) deu ao corte original de Angel Heart uma classificação X, que é amplamente associada a filmes pornográficos. O conselho, composto por executivos da indústria e donos de cinemas, expressou preocupações sobre vários segundos da cena de sexo envolvendo Rourke e Bonet, na qual as nádegas de Rourke são vistas empurrando em um movimento sexual. Parker apelou da classificação, mas não recebeu os dois terços dos votos necessários para reclassificar o filme para uma classificação R.
A distribuidora do filme, Tri-Star Pictures, recusou-se a lançá-lo com uma classificação X, pois o filme teria menos cinemas dispostos a contratá-lo e menos locais para publicidade; Steve Randall, vice-presidente executivo de marketing da Tri-Star, afirmou que era "política firme do estúdio não lançar um filme com classificação X".
Faltando apenas algumas semanas para o lançamento do filme, o estúdio estava desesperado por uma classificação R menos restritiva, mas Parker estava relutante em alterar o filme. Ele entrou com outro recurso, no qual o conselho votou 8 a 6 a favor da classificação X. Parker então removeu dez segundos de conteúdo sexual da cena. "Aquela cena era muito complexa, muito intrincada, e o corte bastante rápido, envolvendo 60 a 80 cortes no espaço de cerca de dois minutos", disse ele. "Eventualmente, cortei apenas 10 segundos da cena, ou cerca de 14 pés de filme." Em 24 de fevereiro de 1987, o filme recebeu uma classificação R. Parker afirmou mais tarde que as preocupações da MPAA levaram a "um exercício inútil, inútil e caro".

### Música
A trilha sonora foi produzida e composta por Trevor Jones, com solos de saxofone do músico de jazz britânico Courtney Pine. Parker contratou Jones com base em seu trabalho para o filme Runaway Train de 1986. Após se encontrar com o diretor, Jones assistiu a uma versão preliminar do filme. Ele declarou: "Quando me sentei na sala de exibição sozinho e comecei a ver aquelas imagens, eu estava tremendo como um cachorrinho quando o filme terminou e quando saí da sala eu disse [a Parker] que era um ótimo filme, mas que eu não entendia exatamente o que ele queria de mim. Ele me disse que esperava que eu entregasse algo especial ao filme e... que abordasse o filme de qualquer maneira que eu escolhesse."
Para a trilha sonora, Jones queria explorar o conceito do mal, explicando: "O mal é o maior dos medos humanos... Tentei dar esse sentimento à trilha sonora usando música cotidiana comum que faria a ponte entre o mundo de [Harry Angel] e aquilo em que ele está se metendo, a magia negra, sua busca. Foi como uma jornada psicológica para mim, sempre tentando me relacionar com os medos e emoções do público."
Ele compôs a trilha sonora eletronicamente em um Synclavier. Parker escolheu a canção de 1937 de Glen Gray, "Girl of My Dreams", como uma canção recorrente interpretada pelo personagem invisível Johnny Favorite. Ele queria que a música atuasse como um tema que assombraria os espectadores como havia assombrado Harry Angel. Jones incorporou elementos da música em sua trilha sonora. Jones incorporou elementos da música em sua trilha sonora.
Além das composições de Jones, a trilha sonora apresenta uma série de performances de blues e R&B, incluindo "Honeyman Blues" de Bessie Smith e "Soul on Fire" de LaVern Baker. Brownie McGhee cantou as músicas "The Right Key, but the Wrong Keyhole" e "Rainy Rainy Day" para o filme, com Lilian Boutte atuando como vocalista. Jones declarou, "...a maior parte da trilha sonora foi trabalhada com um Synclavier. Basicamente, havia dois tipos de música, uma era a eletrônica do Synclavier que [Parker] queria, e os músicos de jazz de verdade. Os dois funcionam muito bem juntos, tendo em vista a intenção do filme."
Durante a pós-produção, Jones mixou as faixas musicais no Angel Recording Studios, um estúdio de gravação construído em uma igreja abandonada em Islington, no norte de Londres, com a mixagem final ocorrendo no Warner Hollywood Studios, em Los Angeles. Parker disse: "Uma das grandes vantagens de trabalhar com técnicas de gravação contemporâneas é que podemos mixar em filme em um estúdio de gravação todos os vários componentes e opções modernas de gravações de várias faixas. Sempre desconfiei muito da trilha sonora convencional, em que cem músicos se sentam em frente ao filme projetado e o maestro toca a orquestra." Um álbum de trilha sonora de filme foi lançado pelas gravadoras Antilles Records e Island Records.

## Lançamento
Na América do Norte, Angel Heart estreou em grande lançamento em 6 de março de 1987, distribuído pela TriStar Pictures. O filme estreou em quarto lugar nas bilheterias do fim de semana, arrecadando vendas de ingressos de US$ 3.688.721 em 815 telas, com uma média de US$ 4.526 por cinema. A receita bruta doméstica geral do filme foi de US$ 17,2 milhões, contra um orçamento de produção de $ 18 milhões.

## Recepção
O site de agregação de resenhas Rotten Tomatoes deu a Angel Heart uma pontuação de 82% com base em uma amostra de 34 revisões, com uma pontuação média de 7,4/10. O consenso do site diz: "Angel Heart atrai os espectadores para seu mistério perturbador e brutal com um toque noir autêntico e um clima palpavelmente hipnótico". William Hjortsberg, autor de Falling Angel, expressou seu apoio à adaptação cinematográfica, afirmando: "[Alan] Parker escreveu um roteiro excelente e fez um filme memorável. Escalar Robert De Niro como Cyphre foi um toque brilhante." Embora inicialmente apoiasse a decisão de Bonet de aparecer no filme, Bill Cosby descartou Angel Heart como "um filme feito pela América branca que escalou uma garota negra, deu a ela coisas de vodu para fazer e fez sexo".
As reações iniciais entre os críticos de cinema foram mistas; The Hollywood Reporter indicou que os críticos geralmente elogiaram a atuação de Rourke, bem como a trilha sonora, a cinematografia e o design de produção, enquanto as críticas foram direcionadas ao roteiro de Parker por ser complicado e com muita exposição.
Vincent Canby, do The New York Times, elogiou a cinematografia e o design de produção, mas criticou a atuação de Rourke como sendo "adequadamente intensa, mas com tão pouco efeito".
Rita Kempley, do The Washington Post, escreveu que Angel Heart "é superestilizado, e ficamos superestimulados quando a trilha sonora fica descontrolada, de alguns baques a uma trilha sonora visceral, com ventrículos pulsando".
Pauline Kael, do The New Yorker, criticou a direção de Parker: "Não há como separar o oculto do incompreensível... Parker simplesmente não tem o dom de tornar o mal sedutor, e ele edita como um exibicionista." Kael também criticou a aparição especial de De Niro, escrevendo: "É o tipo de aparição especial que os grandes atores preguiçosos adoram—eles podem mostrar o talento local".
No programa de televisão Siskel & Ebert & the Movies, Gene Siskel deu um "polegar para baixo" para Angel Heart, enquanto seu colega Roger Ebert elogiou o filme e deu um "polegar para cima". Em sua crítica para o Chicago Tribune, Siskel escreveu que "Parker parece mais preocupado com o estilo e em esconder o grande mistério do filme do que com o ritmo". Siskel também criticou a polêmica cena de sexo do filme por não ser "tão chocante quanto o conselho de classificação quer que você acredite". Ebert, escrevendo para o Chicago Sun-Times, deu ao filme três estrelas e meia de quatro, escrevendo que "Angel Heart é um thriller e um filme de terror, mas acima de tudo é um exercício exuberante de estilo, no qual Parker e seus atores se divertem levando-o ao limite".
Ian Nathan, do Empire, chamou o filme de "Um deleite diabólico com Rourke e De Niro em sua melhor forma".
Almar Haflidason da BBC escreveu: "O filme mantém a intriga em cada curva e Rourke é fascinante. Robert De Niro, Charlotte Rampling e o elenco reunido são todos excelentes. Mas este é o filme de Mickey Rourke, e ele faz uma performance hipnotizante."
Richard Luck, escrevendo para o Film4, concluiu em sua crítica: "O livro é tão bom que merece um filme melhor, mas a atuação de Rourke é tal que Angel Heart se destaca da multidão de filmes de necromancia."

### Impacto cultural
O cineasta Christopher Nolan afirmou que o filme foi uma grande influência em seu filme Memento, de 2000: "Em termos de Memento, filmes de Alan Parker como Angel Heart e The Wall, que usam técnicas de edição muito interessantes, como uma narrativa fragmentada, foram uma grande influência."
O enredo e a atmosfera de Gabriel Knight: Sins of the Fathers foram inspirados no filme.
Em 2010, a revista Wired classificou o filme na posição 22 em sua lista dos "25 melhores Filmes de Terror de Todos os Tempos", e em 2012, Mark Hughes, escrevendo para a Forbes, classificou Angel Heart na posição nove em sua lista dos "10 Melhores Filmes de Terror Clássicos Cult de Todos os Tempos".
O escritor Ryan Lambie, do Den of Geek, classificou o filme em sexto lugar em sua lista dos "20 Filmes Mais Subestimados de 1987", escrevendo que "Parker traz uma qualidade maravilhosamente sombria ao seu thriller noir, que se passa em Nova Iorque e Nova Orleans. Alguns espectadores podem conseguir prever aonde esse suspense sinuoso e obscuro os levará, mas a viagem continua valendo a pena graças à qualidade da atuação e da direção."
O crítico de cinema Tim Dirks, do site de críticas cinematográficas Filmsite.org, adicionou o filme à sua lista de filmes com "Grandes Reviravoltas, Spoilers e Finais Surpreendentes", com base em duas das principais reviravoltas do filme—Harry Angel sendo revelado como Johnny Favorite, e Louis Cyphre se revelando como Lúcifer.
O escritor do Screen Rant, Tim Butters, classificou a atuação de Robert De Niro como "Uma das 10 Melhores Representações Cinematográficas do Diabo".

### Reconhecimentos
Angel Heart recebeu vários prêmios e indicações após seu lançamento. No 10º Jupiter Awards, Mickey Rourke ganhou um Jupiter Award de Melhor Ator Internacional por suas performances em Angel Heart e A Prayer for the Dying (1987).
No 9º Youth in Film Awards, Lisa Bonet ganhou o Young Artist Award de Melhor Jovem Superstar Feminina em Cinema.
No 15º Saturn Awards, Angel Heart recebeu três indicações ao Saturn Award, embora não tenha vencido nenhuma.
| Prêmio                  | Categoria                                 | Vencedor(es) e nomeado(s) | Resultado |
| ----------------------- | ----------------------------------------- | ------------------------- | --------- |
| 15º Saturn Awards       | Melhor Ator Coadjuvante                   | Robert De Niro            | Indicado  |
| 15º Saturn Awards       | Melhor Atriz Coadjuvante                  | Lisa Bonet                | Indicado  |
| 15º Saturn Awards       | Melhor Roteiro                            | Alan Parker               | Indicado  |
| 10º Jupiter Awards      | Melhor Ator Internacional                 | Mickey Rourke             | Venceu    |
| 9º Youth in Film Awards | Melhor Jovem Superstar Feminina em Cinema | Lisa Bonet                | Venceu    |

### Mídia doméstica
Angel Heart foi lançado em VHS em 24 de setembro de 1987, pela International Video Entertainment (IVE). Os lançamentos incluíram o corte cinematográfico classificado como R e uma versão sem cortes que restaurou os dez segundos de conteúdo sexual que foram removidos para satisfazer a MPAA. Ralph King, vice-presidente sênior da IVE, disse: "A cena cortada de Angel Heart é provocativa e chocante, mas não é de forma alguma pornográfica. Estamos felizes em dar ao público a oportunidade de ver o filme como Alan Parker originalmente pretendia que o filme fosse visto."
O filme foi lançado pela primeira vez em DVD em 23 de junho de 1998, pela Artisan Entertainment. Os recursos especiais no DVD incluíam um trailer de cinema, notas de produção, um featurette de making-of e informações sobre o elenco e a equipe. O lançamento do DVD recebeu críticas por sua transferência de vídeo ruim e escassez de recursos especiais. Mais tarde, a Artisan lançou o filme em laserdisc em 18 de agosto de 1998.
A Lionsgate Home Entertainment relançou Angel Heart com um DVD "Special Edition" em 18 de maio de 2004. A edição especial apresenta material adicional, incluindo uma introdução e comentários em áudio de Parker, um comentário específico da cena de Rourke, uma entrevista em vídeo com o ator, e o trailer cinematográfico. A Lionsgate lançou o filme em Blu-ray em 24 de novembro de 2009. O Blu-ray apresenta o filme em alta definição 1080p e contém todos os materiais adicionais encontrados no DVD da Edição Especial.
Em 12 de julho de 2022, a Lionsgate lançou o filme em 4K Ultra HD pela primeira vez nos Estados Unidos.

## Versão televisiva
Uma versão editada para televisão foi produzida, removendo os elementos mais gráficos das cenas de sexo. Em particular, a cena de sexo entre Mickey Rourke e Lisa Bonet foi completamente reeditada e apresentou cenas adicionais que não foram incluídas nas versões classificadas pela MPAA. A filmagem adicional apresenta flashbacks de uma festa de bêbados com várias mulheres seminuas no quartel onde Johnny Favorite estava estacionado pouco antes de ser atingido por uma série de explosões. A sequência termina com uma breve tomada do corpo (presumivelmente morto) de Epiphany Proudfoot queimando entre uma pilha de escombros carbonizados.

## Cenas deletadas
- Uma sequência gráfica em que Herman Winesap é decapitado pelas pás de um ventilador rotativo foi filmada, mas não usada na edição final.[89]
- Quando Harry assassina Toots Sweet, havia uma filmagem adicional de Harry escrevendo a palavra "TELOCA" na parede com o sangue da vítima. A palavra é tirada do livro de magia enoquiano, significando "Amaldiçoado".[90]
- Foi revelado originalmente que a namorada de Harry, a secretária do The New York Times, Connie, também havia sido assassinada, provavelmente por Harry logo após seu breve encontro, com seu cadáver sendo encontrado queimado vivo.[91]

## Refilmagem
Em 2008, foi anunciado que os produtores Michael De Luca, Alison Rosenzweig e Michael Gaeta estavam desenvolvendo um remake planejado de Angel Heart que seria produzido pela produtora de De Luca, a Michael De Luca Productions. Os produtores tinham adquirido os direitos do filme e do romance Falling Angel. De Luca expressou que era fã do romance, afirmando: "É uma ótima mistura de gêneros com uma grande barganha faustiana, temas universais e atraentes e uma rara combinação de apelo literário e comercial." No entanto, nada mais se ouviu sobre esse projeto desde um breve artigo do website Filmstalker em maio de 2009.